# Menelau (escultor)
Menelau  (Menelaus, Μενέλαος) fou un escultor grec deixeble d'Estèfan.
Va esculpir en marbre el grup de la vil·la Ludivisi a Roma que porta la inscripció ΜΕΝΕΛΑΟΣ ΣΤΕΦΑΝΟ?υ ΜΑΘΗΤΗΣ ΕΠΟΙΕΙ. El grup està format per una figura masculina i una femenina que podria representar una escena familiar de la vida dels emperadors, però les teories són nombroses, i la més reconeguda és la que diu que representen el reconeixement d'Orestes per Electra. Aquesta obra se situaria en temps de l'emperador August.